# Adalbert von Taysen (1832–1906)
Adalbert von Taysen (11 tháng 4 năm 1832 tại Eutin – 10 tháng 7 năm 1906 tại Schierke) là một sĩ quan quân đội Phổ, đã được thăng đến cấp Trung tướng, đồng thời là nhà sử học quân sự. Ông đã từng tham chiến trong cuộc Chiến tranh Áo-Phổ năm 1866 và cuộc Chiến tranh Pháp-Đức năm 1870 – 1871.

## GIa quyến
Vào năm 1864, Taysen thành hôn với bà Albertine Wilhelmine, tên khai sinh là Clason (1839 – 1902). Cuộc hôn nhân đã mang lại cho họ sáu người con, trong đó có Thượng tướng bộ binh về sau này Friedrich von Taysen (1866 – 1940) và Trung tướng Không quân Đức Quốc xã về sau này Georg Adalbert Helmut von Taysen (11 tháng 12 năm 1878 – 6 tháng 3 năm 1945).

## Các công trình nghiên cứu
- Die Consequenzen der Verbesserungen des Infanterie-Gewehres. Eine tactische Studie, Oldenburg 1858.
- Friedrichs des Grossen Lehren vom Kriege und deren Bedeutung für den heutigen Truppenführer: aus den militairischen Schriften des Königs dargelegt, Berlin 1877.
- Das militärische Testament Friedrichs des Grossen, Berlin 1879.
- Die militärische Thätigkeit Friedrichs des Grossen im Jahre 1780. Vortrag gehalten in der Militärischen Gesellschaft zu Berlin am 24. Januar 1880, Berlin 1880.
- Zur Beurtheilung des Siebenjährigen Krieges, Berlin 1882.
- Friedrich der Grosse: Militärische Schriften, erläutert und mit Anmerkungen versehen.. (= Militärische Klassiker des In- und Auslandes Bd.10), Berlin 1882; ND Dresden 1885, 1893 u. 1901.
- Die militärische Thätigkeit Friedrichs des Grossen während seines letzten Lebensjahres (dem Andenken des grossen Königs bei der 100. Wiederkehr seines Todestages gewidmet), Berlin 1886; ND Kessinger 2010.
- Forschungen zur Brandenburgischen und Preußischen Geschichte. NF der "Märkischen Forschungen", Bd.1, Leipzig 1888. (Mitherausgeber)
- Die äußere Erscheinung Friedrichs des Grossen und der nächsten Angehörigen seines Hauses, Berlin 1891.